# سبد هندي
سبد هندي (الاسم العلمي: Caprimulgus asiaticus) (بالإنجليزية: Indian Nightjar) هو طائر ينتمي إلى طائر السبد (فصيلة: Caprimulgidae).